# Федеративные Штаты Микронезии на летних Олимпийских играх 2000
Федеративные Штаты Микронезии принимали участие в Летних Олимпийских играх 2000 года в Сиднее (Австралия) в первый раз за свою историю, но не завоевали ни одной медали. Сборную страны представляло 5 спортсменов (в том числе - две женщины), принимавшие участие в соревнованиях по лёгкой атлетике, плаванию и тяжёлой атлетике.

## Состав олимпийской сборной Микронезии

### Лёгкая атлетика
Спортсменов — 2
Мужчины
| Элиас Родригес | Марафон | 3:09.14 | 81 |

Женщины
| Спортсмен      | Вид  | Забег     | Забег | Четвертьфинал | Четвертьфинал | Полуфинал | Полуфинал | Финал     | Финал     |
| Спортсмен      | Вид  | Результат | Место | Результат     | Место         | Результат | Место     | Результат | Место     |
| -------------- | ---- | --------- | ----- | ------------- | ------------- | --------- | --------- | --------- | --------- |
| Реджина Сётаро | 100м | 13,69     | 8     | Не прошла     | Не прошла     | Не прошла | Не прошла | Не прошла | Не прошла |

### Плавание
Спортсменов — 2
В следующий раунд на каждой дистанции проходили лучшие спортсмены по времени, независимо от места занятого в своём заплыве.
Мужчины
| Спортсмен       | Соревнование   | Предварительные заплывы | Предварительные заплывы | Полуфиналы | Полуфиналы | Финал     | Финал     |
| Спортсмен       | Соревнование   | Результат               | Место                   | Результат  | Место      | Результат | Место     |
| --------------- | -------------- | ----------------------- | ----------------------- | ---------- | ---------- | --------- | --------- |
| Уэлберт Самуэль | 100 м на спине | 1:12,38                 | 55                      | Не прошёл  | Не прошёл  | Не прошёл | Не прошёл |

Женщины
| Спортсменка    | Соревнование      | Предварительные заплывы | Предварительные заплывы | Полуфиналы | Полуфиналы | Финал     | Финал     |
| Спортсменка    | Соревнование      | Результат               | Место                   | Результат  | Место      | Результат | Место     |
| -------------- | ----------------- | ----------------------- | ----------------------- | ---------- | ---------- | --------- | --------- |
| Трэйси-Энн Рут | 100 м баттерфляем | 1:13,53                 | 49                      | Не прошла  | Не прошла  | Не прошла | Не прошла |

### Тяжёлая атлетика
Спортсменов — 1
В рамках соревнований по тяжёлой атлетике проводятся два упражнения - рывок и толчок. В каждом из упражнений спортсмену даётся 3 попытки, в которых он может заказать любой вес, кратный 2,5 кг. Победитель определяется по сумме двух упражнений.
Мужчины
| Спортсмен         | Категория | Вес   | Рывок | Рывок | Рывок | Толчок | Толчок | Толчок | Всего | Место |
| Спортсмен         | Категория | Вес   | 1     | 2     | 3     | 1      | 2      | 3      | Всего | Место |
| ----------------- | --------- | ----- | ----- | ----- | ----- | ------ | ------ | ------ | ----- | ----- |
| Мануэль Мингинфел | до 56 кг  | 55,70 | 97,5  | 97,5  | 97,5  | –      | –      | –      | DNF   | —     |